# 数学的な美

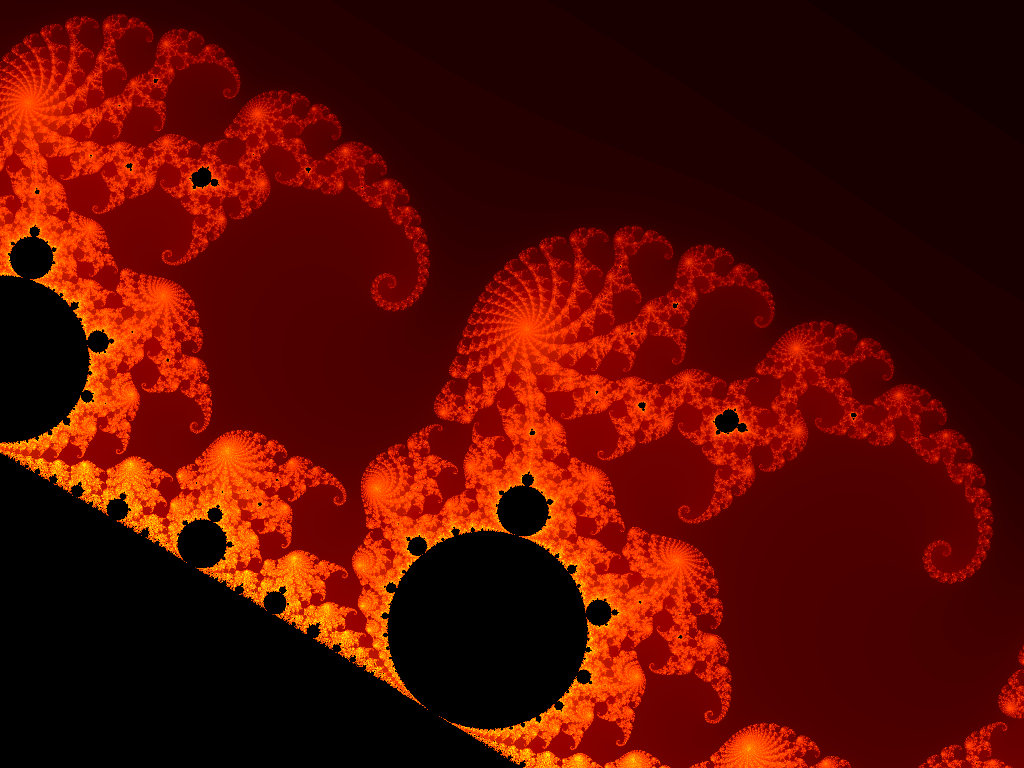
表現の美の一例: マンデルブロ集合の境界付近、中心座標 (0.282, -0.01)、対角線座標 (0.278587, -0.012560) 〜 (0.285413, -0.007440) の領域の拡大。

数学的な美（すうがくてきなび、英語: mathematical beauty）とは、数学に関する審美的・美学的な意識・意義・側面である。数学的な美 (mathematical beauty) と数学の美 (beauty in mathematics) はしばしば同義に扱われるが、後者が数学そのものの審美性の概念であるのに対して前者は数学を含む全ての事象の数学的側面に注目する点で異なる。前者は後者を含む意味で捉えられることもある。本文では前者の意味に基づいて論じる。
多くの数学者は自らが考察している対象、あるいは数学そのものから美学的な喜びを覚えている。彼らは数学（あるいは少なくとも数学のある種の側面）を美として記述することにより、この喜びを表現している。数学者は芸術の一形態あるいは少なくとも創造的な行動として数学を表現している。このことはしばしば音楽や詩を対照として比較される。数学者バートランド・ラッセルは数学的な美に関する彼の印象を次のように表現した。
ハンガリーの数学者ポール・エルデシュは数学の言語での表現不可能性に関する彼の見解を次のような言葉で表現した。
「数は何故美しいのか。それはベートーベンの交響曲第九番がなぜ美しいのかと訊ねるようなものだ。君がその答を知らないのであれば、他の誰も答えることはできない。私は数が美しいということを知っている。もし数が美しくないのなら、美しいものなど何も無い。」

## 解法の美・手法の美
数学者は数学の証明方法において特に華麗さを評価する。 これは例えば
- 最小限の既知事実や付加的仮定を使用した証明
- 異常に簡潔な証明
- 驚愕的な方法により結論を演繹する証明 (例えば、一見無関係な既知定理を用いた証明)
- 新しい独自の洞察に基づく証明
- 類似の問題群を解くための一般化が可能な証明方法

のようなものである．
解法の美：多数の手段の中の美の発見

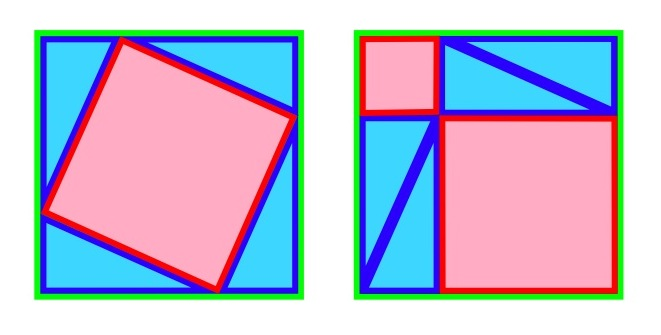
解法の美の一例: 三平方の定理の単純にして華麗な証明

華麗な証明を模索する中で、数学者は一般には複数の証明方法から1つを選択することになるが、最初に使用された証明方法が常に最良とは限らない。多数の証明方法が知られている問題の典型例は三平方の定理であり、これまでに数百もの証明が公表されている。
解法の美は、この定理の証明にもいくつか見られる。右の図によれば、もはや文章や数式などを付与する必要は全くなく、図のみからその定理の成立がわかる。簡潔であるとともに説明の必要無しに直感的な理解を形成する典型例であり、上で列挙した五つの華麗さのうち少なくとも最初の四つを満たす。他の例として平方剰余の相互法則があり、カール・フリードリヒ・ガウスによりこの定理に対して8個の異なる証明が公表された。
逆に、論理的に正しいが膨大な計算量を要するような結果、念入りすぎる方法、大変に平凡なアプローチ、あるいは非常に強力な定理や既知の結果を多数使用する証明方法は通常は華麗とは看做されず、醜悪，不器用などと評価されることもある。
手法の美：モデルの美しさ
数学を道具として利用した中での手法の美のひとつとしてヨハネス・ケプラーの多面体太陽系モデル仮説が挙げられる。ケプラーの時代には太陽系の惑星として水星・金星・地球・火星・木星・土星の6個しか知られていなかった。ケプラーは正多面体が5種類しかないことと、6個の惑星の軌道による5個の隙間には、正多面体と球との外接・内接による関連性があるとの仮説を立てた。結果的にはこの仮説は彼の期待を裏切ることとなったが、後の古典力学の発展に繋がった。(#美と哲学も参照)

## 結論の美

結論の美の例: 複素平面において、e^{0} = 1 を出発点として時間 π に対応する距離を速度 i で移動して 1 を加算すると、0 に到達する。

一見無関係な印象を受ける二つの異なる数学分野を繋ぐ数学的な結論において美を見出す数学者もいる。
そのような結果はしばしば深遠な洞察によるものと表現される。
ある結果が深遠な洞察によるものかどうかということについて一般的な同意を得ることは難しいが、いくつかの例がしばしば引用される。そのひとつはオイラーの等式、
{\displaystyle e^{i\pi }+1=0}
であり、一見無関係であると思われていたネイピア数 (自然対数の底) e, 虚数単位 i, 円周率 π の間に乗法単位元の 1 と乗法零元 (加法単位元) の 0 のみを用いた単純な関係を与えた。アメリカの物理学者リチャード・ファインマンはこの等式を「数学において最も特筆すべき式」(The most remarkable formula in mathematics) と称した。
現代的な例では、楕円曲線とモジュラー形式の間の重要な関連性を見出した谷山・志村予想がある。アンドリュー・ワイルズとその弟子ブライアン・コンラッド等はこの予想を肯定的に証明し、モジュラー性定理を確立した。モジュラー性定理はその帰結の一つとしてフェルマーの最終定理を肯定的に解決し、ワイルズはロバート・ラングランズと共にウルフ賞数学部門を受賞した。また、モンスター群 (en) をモジュラー関数に弦理論を通して結びつけるモンストラス・ムーンシャインはリチャード・ボーチャーズにフィールズ賞をもたらした。
ここでの深遠という言葉の対義語として自明を使用する。自明な方法は、他の既知の結果から明白あるいは簡単な方法で演繹できるような結果であるかも知れないし、空集合のように特定の対象の特定の集合にだけ適用できるものかも知れない。しかしながらしばしば、定理の記述の文章は、その証明がかなり明白であっても深い洞察をするのに十分に独自的であるかも知れない。
イギリスの数学者ゴッドフレイ・ハロルド・ハーディは彼の随筆である『ある数学者の生涯と弁明』で、数学的な美は驚愕の一要素から生じると示唆している。それに対してアメリカの数学者・哲学者であるジャン＝カルロ・ロタ (en) は同意せず、次のような反例を提示している。
「数学の偉大な多くの定理はそれが最初に出版されたときに驚愕される。従って例えば20年余り前 (1977年当時) の、高次元の超球におけるエキゾチック球面 (異種球面、en) の存在の証明は驚愕すべきものと考えられたが、現在ではその結論が美しいとは誰にも言わせるものではない。」
それに対してはおそらく皮肉にも、Michael Monastyrskyは次のように記している。
「7次元超球における異なる微分構造に関するジョン・ウィラード・ミルナーの美しい構成についてはそれ以前では類似の発見を探すことは大変に困難であり、... ミルナーのオリジナルの証明はそれほど構成的ではないが、後にE. ブリスコーンはそのような微分構造は究極的に明示的で美しい形で記述できることを示した。」
この反対意見は数学的な美しさの主観的な要素とその数学的な結論の関連性の両方、すなわちこの場合はエキゾチック球面の存在性のみではなくそれらの具体的な実現手段をも表現している。

## 経験の美
数と記号の操作から生じるある種の歓喜は、あらゆる数学の研究のために必要なものである。科学哲学でそうであったように、科学や工学に数学が道具として与えられると、他に例がなくとも技術化社会は美学を積極的に培うだろう。
大半の数学者での数学的な美の顕著な経験は、能動的な数学の研究活動からもたらされる。受動的な方法で数学の喜びを楽しむことは大変に難しく、特に数学では、見物人、視聴者、傍観者の立場ではそのような経験をすることはないだろうとされている。バートランド・ラッセルはこのことを数学の厳しい美と称している。

## 美からの再発見
数学的な美は、その美という結果のみで評することはできない。数学的な美を追求することは新たなる事実の発見の切っ掛けとなることは珍しいことではない。物理学者ポール・ディラックは科学者のとるべき行動についてこう述べている。
「数学的な美を持つ理論は実験的データに適合する見苦しい理論よりももっと確からしい。神は最高次の数学者であり、森羅万象を創造するために非常に高度な数学を用いた。」
つまり、このような二者択一を迫られたときには数学的な美を持つ理論を選択せよ、さすればそれは神が創造した真理に近づき、新たな真理の発見に繋がる、という訓示である。

## 美と哲学

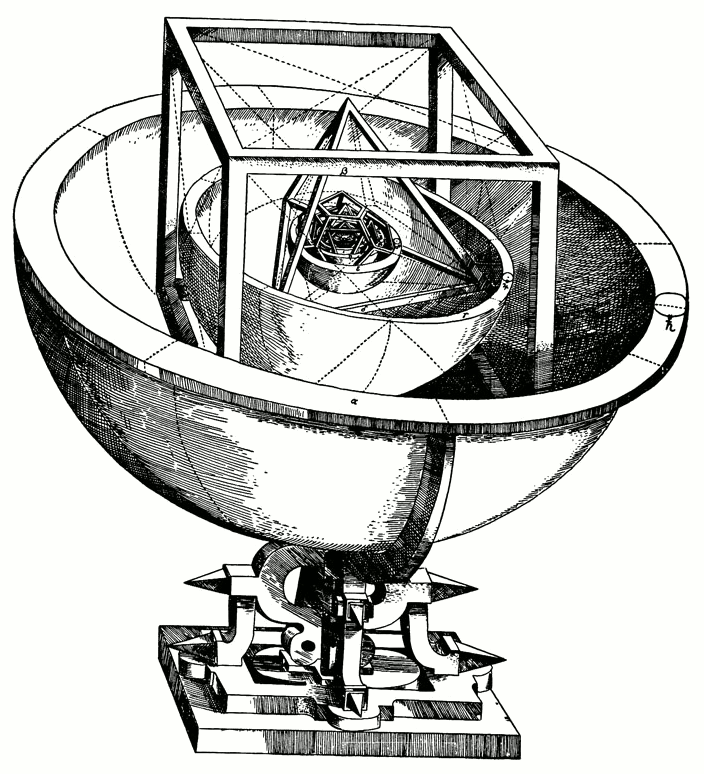
哲学的解釈による美の一例: ヨハネス・ケプラー初期の多面体太陽系モデル。

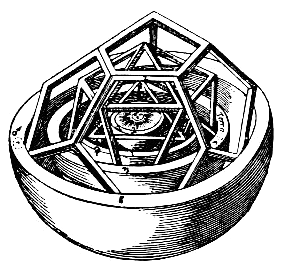
多面体太陽系モデルでの太陽の近傍。

数学者の何割かは数学という学問でなされることは「発明」より「発見」に近いという意見を持っている。そのような数学者は詳細で正確な数学の結論は現世には依存することのない、普遍の真理として扱われるものと考えている。例えば、自然数の理論は特定の前提を必要とすることなく、普遍的にとして有効であることに意義は唱えない。あるケースが神秘主義になっても、数学者は数学的な美は真理であるという観点を延長する。
ピタゴラスそしてピタゴラス派の哲学学校は文字通りの数に関する真実性を信じていた。二つの自然数の比として表現できない数の存在は自然に背くことだと考えていた彼らにとって無理数の存在の発見は大きなショックであった。現代の見方ではピタゴラスの数に関する神秘的な扱いは数学者によるものというよりは数秘術者による扱いであると考えられている。ピタゴラスの不十分に洗練された世界で欠如していたものは自然数の比の無限数列の極限、すなわち現代の実数に関する概念である。
プラトンの哲学では二つの世界、すなわち我々が住む物理的世界、そして数学を含む普遍の真理を持つ概念的世界、がある。彼は物理的世界はさらに完全な概念世界の単なる投影像であると信じていた。
ガリレオ・ガリレイは全ての現代物理学の数学的基盤と整合する一文として「数学は神が創造した世界を設計するために用いた言語である」と主張した。
ハンガリーの数学者、ポール・エルデシュは無神論者ではあるが、「神が最も美しい数学的証明を書き下した想像の書籍がある」と考えている。エルデシュが個別の証明の評価を要求されたとき、「その神の書籍が根拠だ! (from The Book!)」と絶叫した。この世を神が創造したときの法則に関する根源的な真実の発見として、数学は神という異なる宗教において擬人化されたものの自然な候補である。
20世紀のフランスの哲学者アラン・バディウはオントロジーは数学であると主張する。バティウは数学、詩、そして哲学の間の深いつながりを信じている。
いくらかのケースでは自然哲学者と数学を繁用する他の科学者は、美と物理的真実の間の飛躍的な予想を作ったが、真実でないことが明らかになったものもある。例えば、ヨハネス・ケプラーは彼の生涯において、当時知られていた太陽系の惑星の軌道の均衡性は、5個のプラトン立体の配列から神が構成し、それぞれの軌道はひとつの多面体に外接かつ別の多面体に内接する球上にある、と信じていた。プラトン立体は確かに5個あり、ケプラーの仮説は6個の惑星軌道のみに適合するものであり、後の天王星の発見によって否定される。
数学の哲学も参照。

## 美と数理情報理論

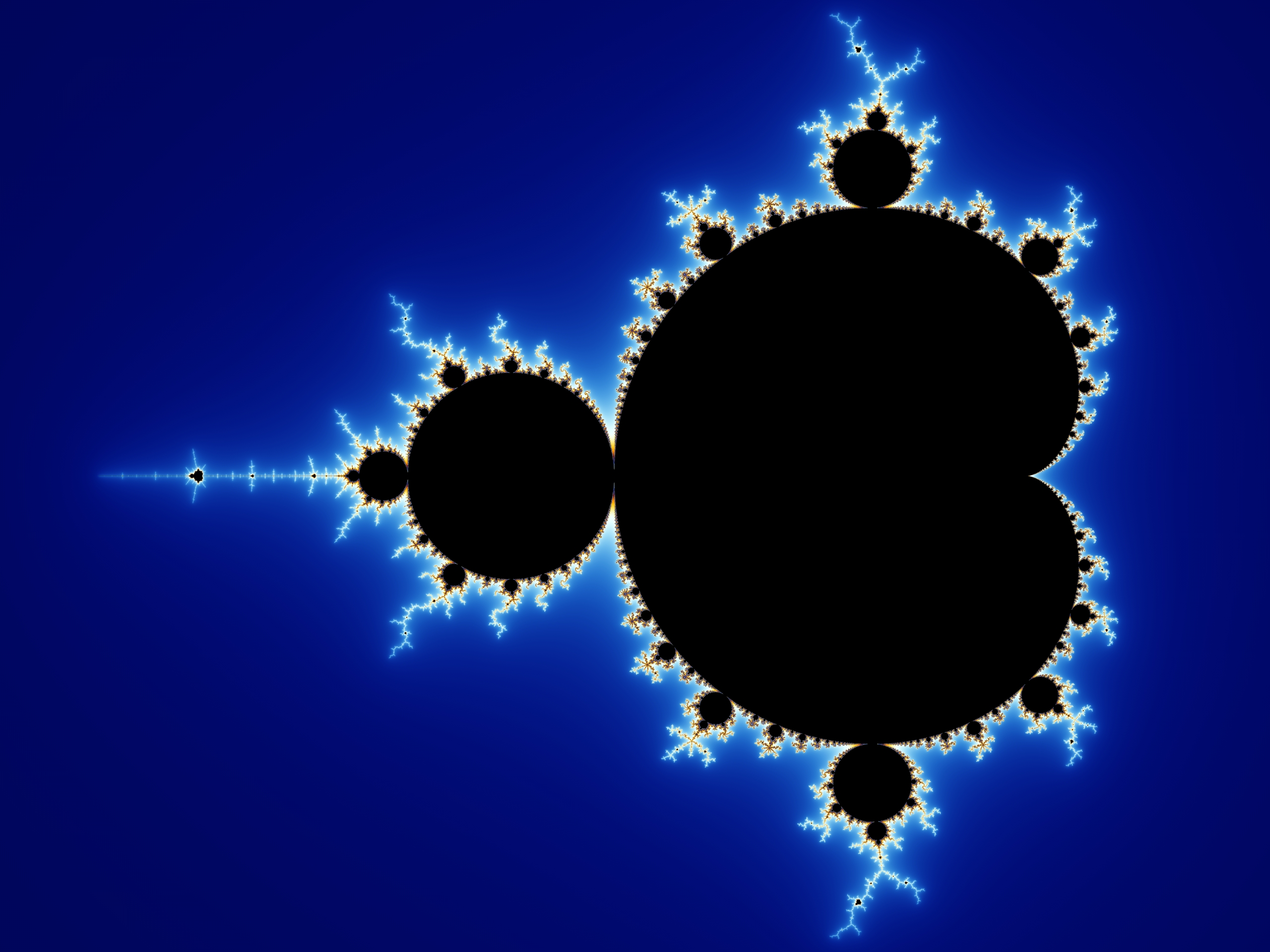
可視化された潜在的な美の一例: フラクタル性を持つマンデルブロ集合の全体像の可視化。

1970年代、アブラハム・モレスとフリーダー・ネイクは美と情報処理、情報理論の間の関係を調査した。
1990年代では、ユージン・シュミットフーベルはアルゴリズム的情報理論に基づく観察者依存の主観的な美に関する数学的理論を定式化し、主観的に拮抗した対象間での最も美しいものはその観測者が持つ事前知識に関連する短いアルゴリズム表現を持つとした。
シュミッドフーベルは美と興味を明示的に区別している。
後者の興味は主観的に知覚した美の一階微分に対応し、観測者は反復、対称性、フラクタル自己相似性のような秩序の発見による観測結果の推測性と圧縮性を改良し続けている。継続観測事象がかつて無かったような小量の情報量で記述できるように、観測者の学習過程 (人工神経回路網の予測のような) が改良データ圧縮をもたらす度に、圧縮過程に対応するデータへの一時的な興味をもたらし、観測者に内在する好奇的な報酬に比例する。
例えば、複素数列の極限の存在・発散性の問題は古くから議論されていたが、膨大な計算量を必要とするその全容解明にはコンピュータの計算速度の発達を待つ必要が有った。特にブノワ・マンデルブロはある種の複素数列でのこの問題の挙動について研究し、フラクタル性・自己相似性といわれる非常に奇妙な振る舞いを持つマンデルブロ集合を発見した。フラクタル幾何学やカオス理論を題材としたこのような視覚化映像は、数学と計算機科学・数理情報理論の競演による、数学が持つ潜在的な美の可視化であるといえる。これは次節で述べるデジタルアートの発展の引き金のひとつとなるとともに、直接的ではないにしても数理情報理論、特に情報圧縮の進展への刺激となったことは特筆できる。

## 日本において
日本においては、専門誌『数学セミナー』の「エレガントな解答をもとむ」というコーナーが長期にわたって「エレガントな解」（「美」と似た概念と言えるであろう）を扱っている。

## 数学と芸術

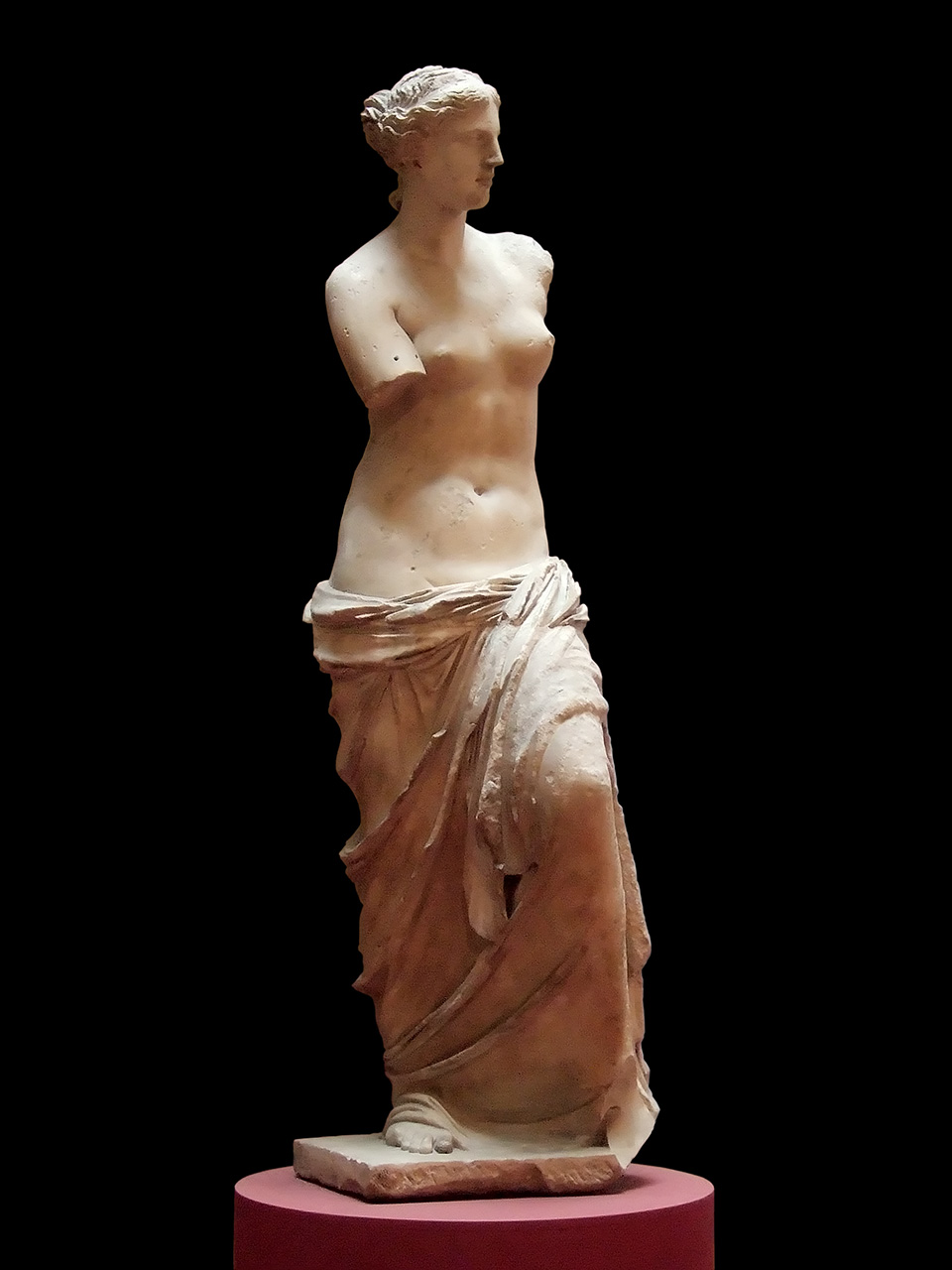
黄金比が見出されるとされるミロのヴィーナス

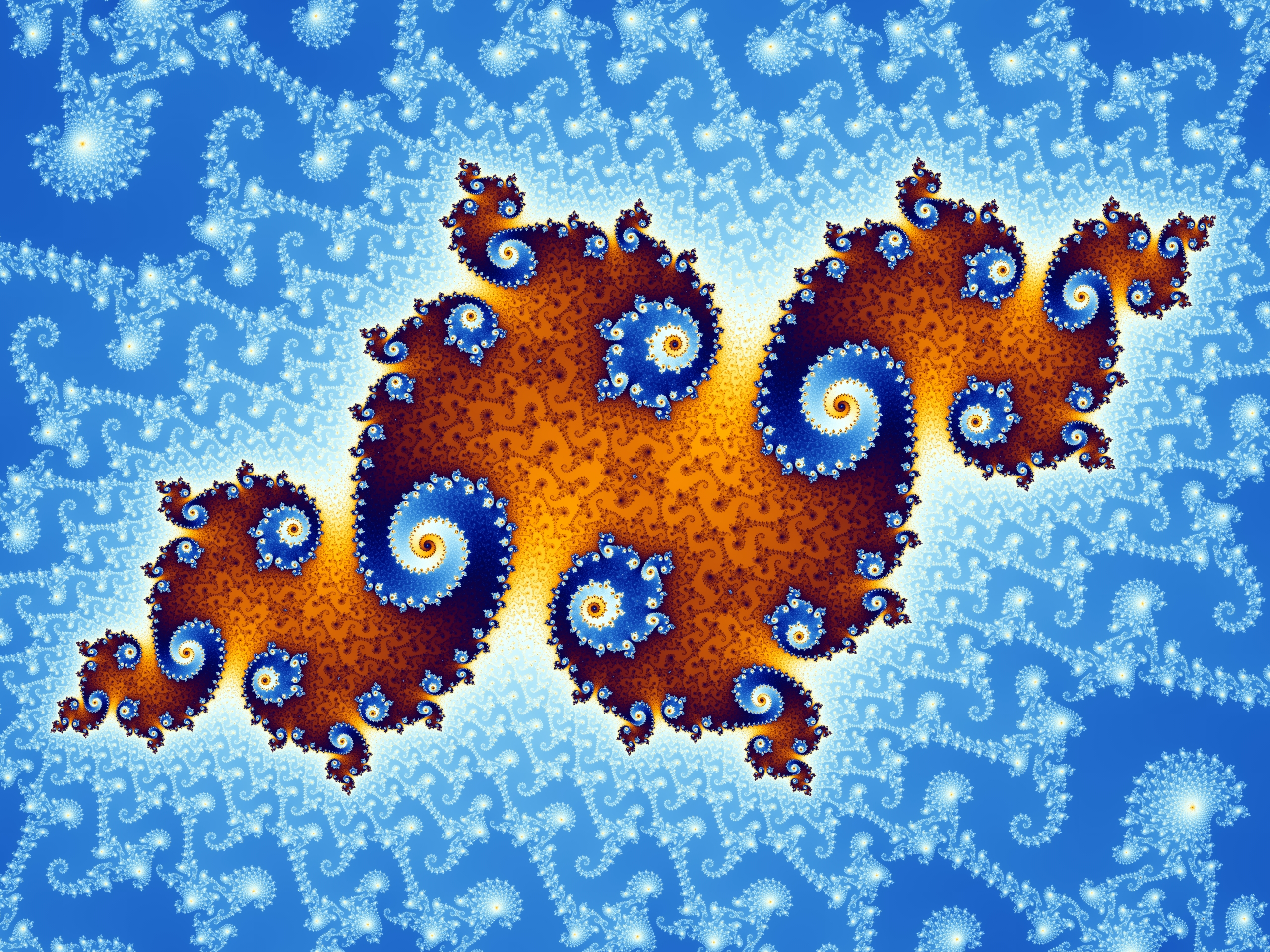
表現の美の一例: ジュリア集合

数学における美学の心理は、統合心理学 (en) におけるピエロ・フェルッチ (en) の業績である精神解析学以後の手法、認知心理学 ( シェパードトーン (無限音階, en) における自己相似を用いた錯覚の研究) 、美学的評価の神経心理学、などとして研究されている。これらは単に数学の芸術への応用としてのみではなく、数学の持つ美を見える・聞こえる・感じる、といった方法による表現、すなわち表現の美をもたらす。なお、これらは単に数学を利用した芸術として扱うべきものではなく、数学の深層美がそこに存在することが重要であろう。いくつかの芸術分野での数学的な美の例を以下に示す。
音楽
ヤニス・クセナキス の確率的音楽、ヨハン・ゼバスティアン・バッハの対位法、 イーゴリ・ストラヴィンスキーの春の祭典のようなポリリズム的構造、エリオット・カーターのMetric modulation、アルノルト・シェーンベルクの十二音技法での順列、そしてカールハインツ・シュトックハウゼンの Hymnen でのシェパードトーンの応用など。
美術
美術のなかでの顕著な一例は黄金比である。美術作品での対象物の形、構図、などにおいて安定性のひとつの根拠として用いられている。これが数学的な定義による黄金比の輸入によるものであるにしろ、結果として美術作品から黄金比が見いだされたものであるにしろ、数学と美術の関連性を示す有意な例である。このような安定性を与える他の例として白銀比、フィボナッチ数がある。
ビジュアルアート
カオス理論とフラクタル幾何学のデジタルアートへの応用、レオナルド・ダ・ビンチの対称性の研究、ルネサンス美術の遠近法の開発における射影幾何学、オプ・アートでの格子模様、ジャンバッティスタ・デッラ・ポルタのカメラオブスキュラでの光幾何学、解析的な立体派と未来派など。